# Tanguy Nef
Tanguy Nef (Ginebra, 19 de noviembre de 1996) es un deportista suizo que compite en esquí alpino. Ganó una medalla de plata en el Campeonato Mundial de Esquí Alpino de 2025, en la prueba combinada por equipo. 

## Palmarés internacional
| Campeonato Mundial | Campeonato Mundial | Campeonato Mundial | Campeonato Mundial   |
| Año                | Lugar              | Medalla            | Prueba               |
| ------------------ | ------------------ | ------------------ | -------------------- |
| 2025               | Saalbach (Austria) | Medalla de plata   | Combinada por equipo |